# Jewels
«Jewels» — сборник песен английской рок-группы Queen, выпущен в 2004 году только Японии и на Тайване (там он выпускался под названием «Jewels - The Very Best Of Queen») на компакт-диске.

## Список композиций
1. «I Was Born to Love You» (Фредди Меркьюри; альбом «Made in Heaven») - 4:49
2. «We Will Rock You» (Брайан Мэй; «News of the World») - 2:01
3. «We Are the Champions» (Меркьюри; «News of the World») - 2:59
4. «Don't Stop Me Now» (Меркьюри; «Jazz») - 3:29
5. «Too Much Love Will Kill You» (Мэй; «Made in Heaven») - 4:20
6. «Let Me Live» (Queen; «Made in Heaven») - 4:45
7. «You're My Best Friend» (Джон Дикон; A Night at the Opera) - 3:31
8. «Under Pressure» (Queen и Дэвид Боуи; «Greatest Hits II») - 3:56
9. «Radio Ga Ga» (Роджер Тейлор; «The Works») - 3:43
10. «Somebody to Love» (Меркьюри; «A Day at the Races») - 4:56
11. «Killer Queen» (Меркьюри; «Sheer Heart Attack») - 1:43
12. «Another One Bites the Dust» (Дикон; «The Game») - 3:32
13. «Crazy Little Thing Called Love» (Меркьюри; «The Game») - 2:42
14. «Flash» (Мэй; «Flash Gordon»; версия сингла) - 2:46
15. «The Show Must Go On» (Мэй; «Innuendo») - 4:31
16. «Bohemian Rhapsody» (Меркьюри; «A Night at the Opera») - 5:55